# Tęgoskór cebulowaty

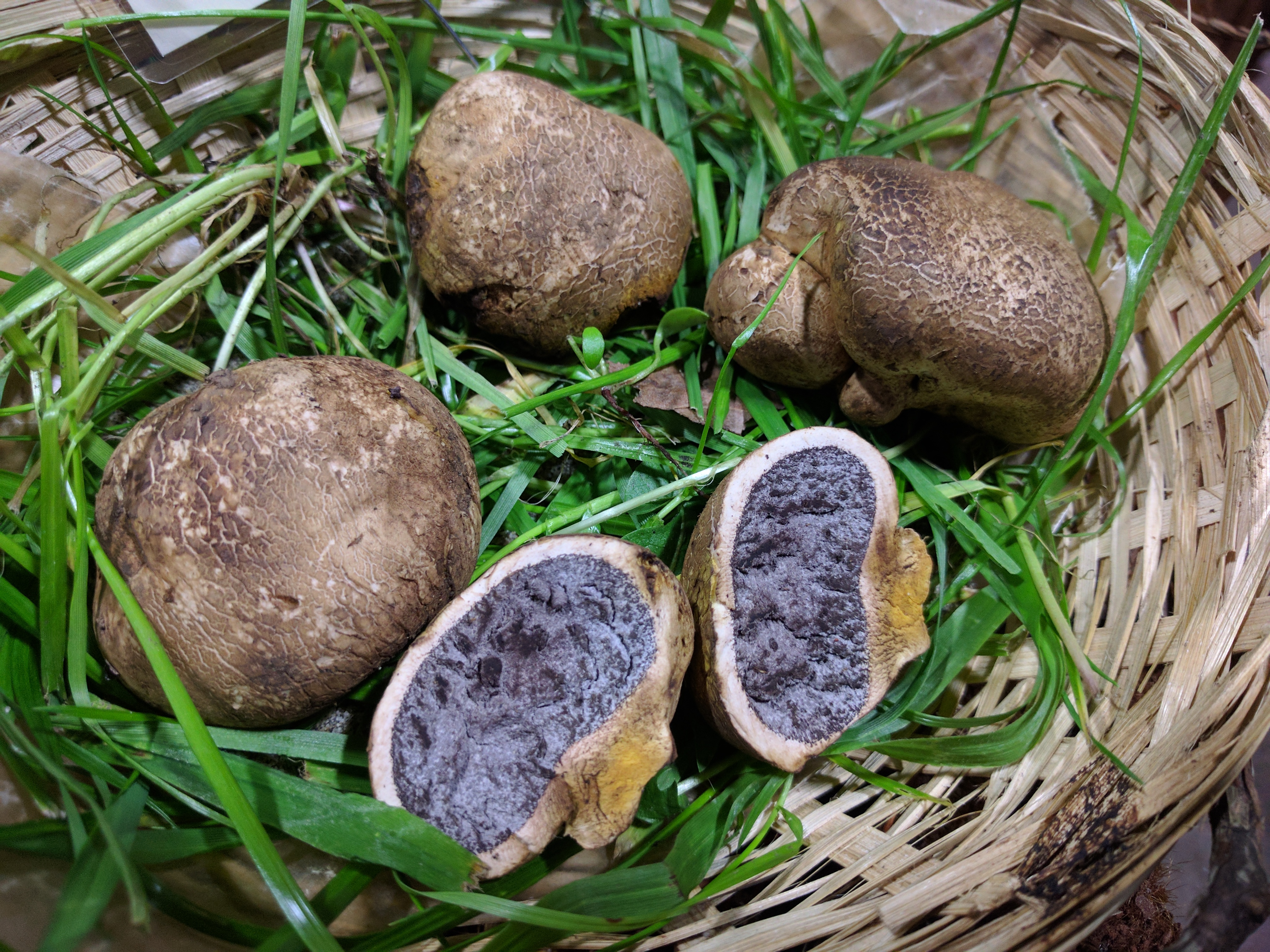

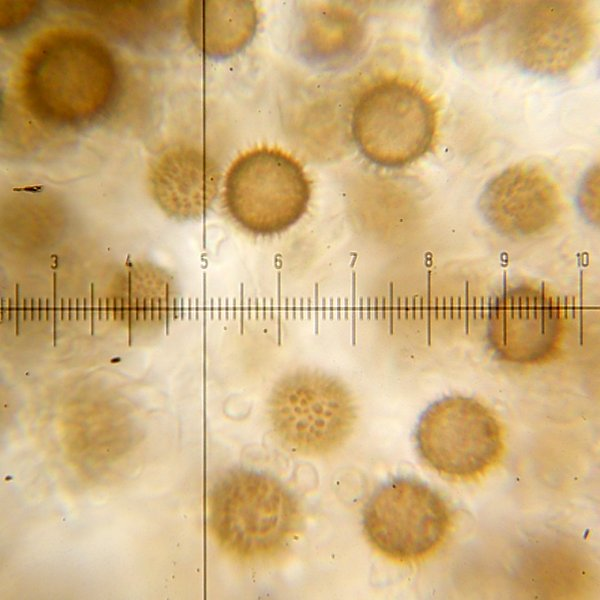
Zarodniki

Tęgoskór cebulowaty (Scleroderma cepa Pers.) – gatunek grzybów z rodziny tęgoskórowatych (Sclerodermataceae).

## Systematyka i nazewnictwo
Pozycja w klasyfikacji według Index Fungorum: Scleroderma, Sclerodermataceae, Boletales, Agaricomycetidae, Agaricomycetes, Agaricomycotina, Basidiomycota, Fungi.
Takson ten w 1801 roku opisał Christiaan Hendrik Persoon. Synonimy:
- Scleroderma cepa var. erythraeum Sacc. 1916
- Scleroderma cepioides Gray 1821
- Scleroderma verrucosum var. cepa (Pers.) Maire 1933
- Scleroderma vulgare var. cepa (Pers.) W.G. Sm. 1908

Nazwę polską nadała Wanda Rudnicka-Jezierska w 1991 r.

## Morfologia
Owocniki
W przybliżeniu kulisty, o średnicy do 4 cm, ze zwężoną, nawet gruszkowatą podstawą. Perydium grube, o barwie od żółtawej przez ciemnobrązową do brązowoczarnej, gładkie, lub drobnołuseczkowate. Po dojrzeniu pęka nieregularnymi szczelinkami na 5–11 płatów o różnej długości, prostych, lub na grzbiecie nieco odgiętych. Z takimi odgiętymi płatami jego średnica dochodzi do 14 cm. Gleba o barwie od ciemnoochrowej do brązowoczarnej.
Cechy mikroskopowe
Zarodniki kuliste o średnicy 7–15 µm, pokryte kolcami o długości 1,3–1,5 µm, bez powierzchniowej siateczki. strzępkach brak sprzążek, lub są bardzo nieliczne.

## Występowanie
Znane jest występowanie tęgoskóra cebulowatego na wszystkich kontynentach poza Antarktydą oraz na Nowej Zelandii. W Polsce i w Europie Północnej gatunek rzadki. W piśmiennictwie naukowym na terenie Polski do 2003 r. podano dwa stanowiska (1939, 1989). Aktualne stanowiska podaje internetowy atlas grzybów. Znajduje się na Czerwonej liście roślin i grzybów Polski. Ma status E – gatunek zagrożony wymarciem, którego przeżycie jest mało prawdopodobne, jeśli nadal będą działać czynniki zagrożenia. Znajduje się na listach gatunków zagrożonych także w Niemczech, Holandii i Szwecji.
Naziemny grzyb mykoryzowy. Występuje głównie w piaszczystych lasach, lub na trawiastych terenach piaszczystych z dużą ilością próchnicy.